# Desaparición de Lisa Stebic
Lisa Michelle Stebic (apellido de soltera Ruttenberg), nacida el 19 de mayo de 1969, es una persona desaparecida estadounidense. Madre de dos hijos y que desapareció de su casa en Plainfield, Illinois, el 30 de abril de 2007.
Stebic, de 38 años, mide 1,80 m, pesa 54 kg, tiene pelo y ojos marrones. Tiene dos tatuajes visibles, una pequeña rosa en el tobillo y una gran mariposa en la parte baja de su espalda.

## Caso
Su caso ha recibido una amplia cobertura en las noticias. Su marido, Craig Stebic, se negó a hablar con la policía o a ayudar en la investigación o búsqueda. La filial local de la CBS (WBBM-TV) emitió un vídeo de la reportera de una emisora rival, Amy Jacobson, en la casa de Stebic y en bikini
Jacobson, la hermana de Craig Stebic, Jill Webb, y su marido, Robert Webb, han presentado demandas contra WBBM en relación con la emisión del vídeo. Craig Stebic nunca ha sido considerado sospechoso por la policía, aunque ha sido denominado "persona de interés" en la desaparición de su esposa.
En octubre de 2007, el FBI añadió fotos de Lisa e información sobre su desaparición a su sitio web de personas secuestradas y desaparecidas. La foto y la información de Stebic fueron mostradas en la televisión nacional al final de la emisión del 11 de octubre de 2007 de Without A Trace, un drama de la CBS sobre un grupo de personas desaparecidas en la ciudad de Nueva York y buscadas por el FBI, y que fue más detallada a la mañana siguiente en The Early Show.
Hasta junio de 2010 no se había seguido ninguna búsqueda. En 2018, Stebic sigue siendo una persona desaparecida.